# نینو ترتسو
نینو ترتسو (ایتالیایی: Nino Terzo؛ ‏ ۲۲ مهٔ ۱۹۲۳ – ۸ مهٔ ۲۰۰۵) بازیگر اهل ایتالیا بود.
از فیلم‌هایی که وی در آن نقش داشته‌است، می‌توان به بگذار خودمان را مسلح کنیم و شما به جبهه بروید!، سه ایتالیایی در ریو، پیرینوی باحال، خانم دکتر روستا، عجب بساطیه… با پیرنو!، امانوئل در ییلاق، رم، کافه اکسپرس، دخترک سرباز در مانورهای بزرگ نظامی، مددکار اجتماعی آتشین‌مزاج، فارفالون و سینما پارادیزو اشاره کرد.